# Nokia 5800 XpressMusic
Nokia 5800 là chiếc điện thoại di động cảm ứng chạy trên hệ điều hành Symbian S60. Đây là thiết bị tập trung vào khả năng chơi nhạc và các tính năng đa truyền thông.

## Tổng quan
Nguyên mẫu đầu tiên của thiết bị này được trình diễn trong bộ phim Bat man, The Dark Knight, MV "Keeps Gettin' Better" của Christina Aguilera và hit #1 "Womanizer" của Britney Spears. Nokia 5800 Xpress Music cũng xuất hiện trong video "Right Round"của Flo Rida, The Pussycat Dolls' "Jai Ho!" và Hush Hush and Katy Perry's "Waking Up In Vegas" MV.Chiếc điện thoại này đã nhận được những đánh giá lạc quan như: giải thưởng 5 sao của tạp chí viễn thông IK trong cuộc nghiên cứu 8/2/2009
Trong triển lãm thường niên của Hiệp hội công nghiệp viễn thông di động Mỹ CTIA Wireless 2009, Nokia 5800 Xpress Music được tôn vinh danh hiệu "điện thoại đáng tin cậy nhất" "thiết bị này là những minh chứng hùng hồn nhất về khả năng hoạt động bền bỉ và ổn định suốt 24h một ngày, 7 ngày một tuần của những chiếc điện thoại thế hệ mới", thành viên ban giám khảo John Garlin bình luận.
Ngày 23/01/2009, Nokia đã tuyên bố bán được 1 triệu chiếc Nokia 5800 cho dù 5800 vẫn chưa phát hành rộng rãi trên thế giới. Trong bản báo cáo Q1 của Nokia, năm 2009 dự đoán sẽ bán được khoảng 2.6 triệu chiếc trong quý 1 của năm. Như vậy tổng số lượng điện thoại nokia 5800 bán ra sẽ lên tới hơn 3 triệu chiếc kể từ lần đầu tiên ra mắt vào cuối tháng 11 năm 2008.

## Lịch sử
Nokia 5800 XpressMusic là chiếc điện thoại cảm ứng đầu tiên của hãng Nokia.Năm 2004, Nokia 7700 từng được thông báo là thiết bị chạy trên hệ điều hành Symbian 90 nhưng đã bị thu hồi trước khi tung ra thị trường. Tiếp theo sau đó là  Nokia 7710 - phiên bản kế tiếp của Nokia 7700.Nokia cũng đã sản xuất chiếc điện thoại Nokia 6708 dựa trên UIQ vào năm 2005 nhưng đó chưa phải là sự phát triển trong tập đoàn.Mặc dù Nokia từng sản xuất rất nhiều thiết bị kết nối Internet có giao diện cảm ứng song chúng chưa phải là điện thoại di động. Nokia 5800 Xpress Music chính là thiết bị chạy trên Symbian 60 có màn hình cảm ứng.
Năm 2007 chứng kiến sự ra đời iPhone - sản phẩm của đối thủ Apple. Tuy nhiên trong thời gian này Nokia chưa có bất kỳ chiếc điện thoại di động cảm ứng nào kể từ lần ra mắt hệ điều hành Symbian 90 bị huỷ bỏ.Mặc dù Nokia đưa ra rất nhiều sự biện hộ cho Nokia N95 là thiết bị tốt và có tính cạnh tranh cao song phần lớn các nhà sản xuất khác đã cho rất mắt các điện thoại cảm ứng đầu tiên của họ.
5800 Xpress Music ra mắt vào tháng 10/2008 tiếp theo sau đó là Nokia N97 vào 12/2008 và Nokia 6208c series 40 vào 1/2009

## Thời điểm ra mắt
Nokia cho ra mắt 5800 XpressMusic ở London vào 2/10/2008. Giá khởi điểm bán lẻ là 279€ bao gồm thuế và gói cước dịch vụ.Chiếc điện thoại được thiết kế ở Q4 2008 Phần Lan sau đó phát triển ra các thị trường đặc biệt là Hồng Kông; Ấn Độ; Indonesia; Malaysia; Nga;Tây Ban Nha; Đài Loan; Thái Lan và Ukraina. Trong dịp giáng sinh chiếc điện thoại này bị lỡ khi không kịp cho ra mắt trên nhiều thị trường. Nokia chỉ có thể giải thích rằng cần thời gian để điều chỉnh phần mềm cho sự ra mắt ở các thị trường còn lại.Các nhà  phân tích cho rằng sự chậm trễ này như một thủ thuật kinh doanh. Thiết bị này trở thành tâm điểm trong kỳ nghỉ ở châu Âu vào đầu năm 2009. Ngày cho ra mắt ở thị trường châu Á Thái Bình Dương chưa được công bố rõ ràng. Phiên bản châu Âu đã có mặt ở Mỹ vào 14/12/2008 và ở Bắc Mỹ vào 26/2. Tuy nhiên ngay sau đó chiếc điện thoại này bị thu hồi vì lỗi mang 3G vào 14/3. Sau đó phát hành phần mềm Firmwave để sửa chữa lỗi này. 5800 được phát hành ở ÚC vào 20/3/2009.
Chiếc di động này trình diễn lần đầu tiên ở Hồng Kông vào 29/11/200́8 bởi chi nhánh Nokia Hồng Kông với giá bán lẻ là 398$HK. Giá bán đó đã gây ra sự giận dữ cho những fan của Nokia trên nhiều diễn đàn Internet vì nó tăng 33% so với giá dự kiến ban đầu là 279€(vì thực tế rằng Nokia Hồng Kông chưa có VAT năm 2008 và 5800 cũng không thể truy cập vào dịch vụ Nokia 's Comes with Music khi má chưa ra mắt chính thức trên thị trường Hồng Kông). Tuy nhiên điều này đã thay đổi trong 1 lần ra mắt rộng rãi ở Mỹ 2 ngày sau đó khi Nokia 5800 được bán với giá 350$. Nokia 5800 cuối cùng đã trình diễn lần đầu tiên ở Malaysia vào thứ 6 ngày9/1/2009 sau khi được thông báo lần đầu vào tháng 10/2008. Nokia đã tổ chức một bữa tiệc ở Pavilion để kỷ niệm ngày ra mắt. Chiếc điện thoại này được giới thiệu ở Ấn Độ vào 8/1/2009 bởi 1 chi nhánh đại sự quán với giá khởi điểm là Rs.19,999 (bao gồm các loại thuế + VAT). 5800 có mặt tại Phi lip pin vào cuối tháng 1 với giá 19,990 (hiện nay là 15990). Cuộc phát hành chính thức ở Thuỵ Điển vào 16 tháng 2. Nó có mặt ở Việt Nam vào 5 tháng 1 với giá 6.700.000VND khoảng 385$, một trong những giá thấp nhất. Chiếc điện thoại này sẽ ra mắt tại  Thái Lan vào 28/2/2009 với giá 13,520 Thb.UK giới thiệu vào 23/1/2009 với giá 249,99 pound.Nokia thông báo ra mắt Nokia 5800 ở Nam Phi đầu tháng 2 năm 2009. Nó có giá khởi điểm là R5,559,00 hay xấp xỉ US$570 trên mạng Vodacom, theo thông báo của họ vào tháng 2/2009 đây là một trong những giá cao nhất trên thế giới.Nokia 5800 ra mắt ở Bangladesh vào 27/1.